# Хелмут Йохансен
Хелмут Йохансен (на немски: Helmuth Johannsen) е германски треньор по футбол, роден на 27 февруари 1920 г. Като юноша играе за Санкт Паули, но Втората световна война проваля състезателната му кариера. Ориентира се много рано към треньорската професия и още през 1950 г. завършва третия випуск на прочутата Кьолнска школа, където го подготвя легендарният Сеп Хербергер.
Започва веднага работа във футболен клуб Бремерхафен 93 от Оберлига Норд. След това води Холщайн и Саарбрюкен. През 1963 г. поема Айнтрахт Брауншвайг, оставайки на поста до 1970, с което е най-дълго задържалият се от треньорите, стартирали в първия сезон на Бундеслигата.
Впоследствие минава през Рьохлинг и Тенис Борусия. Вторият му изключително успешен период е в Грасхопърс, с който играе полуфинал за Купа на УЕФА и печели титлата в Швейцария през 1978 г.
Завършва кариерата си в Бохум и швейцарския Санкт Гален, след това се пенсионира.
Умира на 3 ноември 1998 г., на 78 години.

## Успехи
- Шампион на ФРГ с Айнтрахт Брауншвайг – 1966 – 1967
- Шампион на Швейцария с Грасхопърс – 1977 – 1978
- Полуфинал за Купа на УЕФА – 1977 – 1978